# بیوجیناگر
بیوجیناگر (به لاتین: Bijoynagar) یک منطقهٔ مسکونی در بنگلادش است که در ناحیه برهمن‌بریه واقع شده‌است. بیوجیناگر ۱۸۵٫۸ کیلومتر مربع مساحت و ۲۱۵٬۹۹۳ نفر جمعیت دارد.